# Hypolimnas libisonia
Hypolimnas libisonia är en fjärilsart som beskrevs av Hans Fruhstorfer 1912. Hypolimnas libisonia ingår i släktet Hypolimnas och familjen praktfjärilar. Inga underarter finns listade i Catalogue of Life.